# Le Cornet
Pour les articles homonymes, voir Cornet.

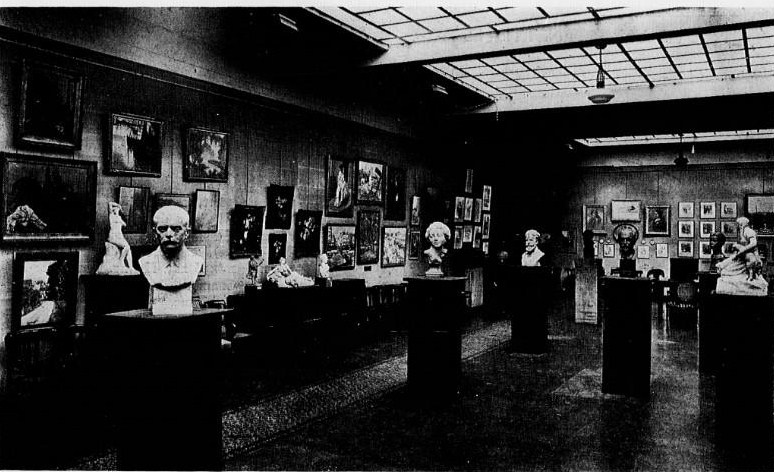
Exposition des artistes du Cornet en 1934.

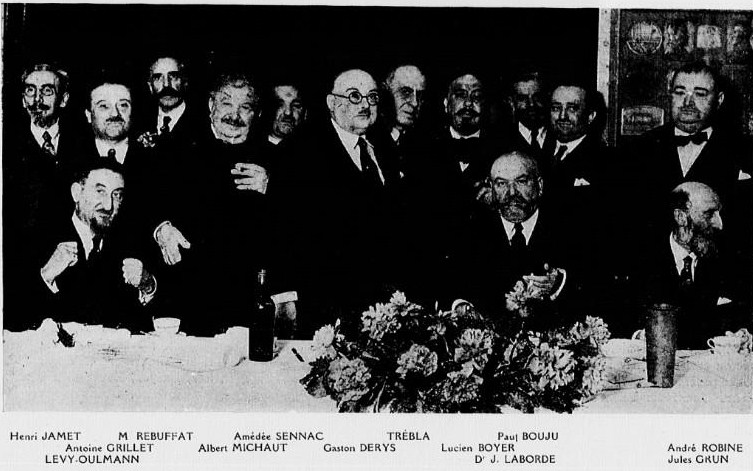
Une réunion du Cornet en 1934.

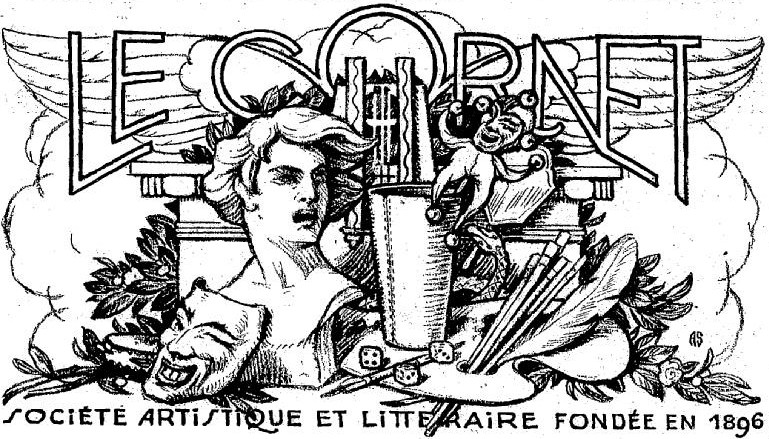
En-tête de la revue Le Cornet de novembre 1928 à juin 1930.

Le Cornet est une goguette fondée en 1896 par Georges Courteline, Paul Delmet, Millanvoye et Albert Michaut, qui fut active durant la première moitié du XXe siècle.
Comme les successives et jadis renommées sociétés du Caveau, elle est aujourd'hui complètement oubliée du grand public, pour qui son nom même, qui fait référence au cornet à dés, n'évoque plus rien.

## Description
Ses membres, tous de sexe masculin, s'appellent entre eux « les Cornettistes ». Ce sont des notables, hommes de lettres et artistes aimant partager leurs connaissances et leur humour autour d'un bon repas clos au dessert par un « concert » de chansons et déclamations de poésies donné par certains des convives, comme cela se pratique déjà depuis très longtemps dans les sociétés du Caveau. Les menus des repas sont souvent illustrés par les artistes conviés. 
L'assistance est nombreuse. Ainsi, par exemple, au 97e dîner du Cornet, le 12 décembre 1905, il y a 88 présents et 18 membres se sont excusés.
Les frais de participation font que le Cornet est réservé à des gens aisés. En 1928, par exemple, le prix à payer pour s'attabler au 266e dîner du Cornet le 20 décembre, est de 25 francs service compris.
Basée à Paris, la société a des membres correspondants en province et à l'étranger. Au nombre de ceux-ci on trouve à Bruxelles en 1910 Fernand Rooman qui a fondé à Anvers le cercle d'art dramatique Le Gardenia. 
La carte de membre du Cornet comporte dès 1905 au moins, une photographie.
Pour postuler à devenir adhérent, il faut être parrainé par deux membres. Le droit d'entrée est de 20 francs en avril 1906.
Le Cornet affiche un machisme sans complexes. En témoigne, par exemple, l'annonce de son 302e dîner, le 30 mai 1933, qui précise tranquillement : « Les Dames ne sont pas invitées. » On est entre hommes et fiers de l'être. Il arrive aussi que les dames soient invitées.
Le Cornet a son hymne dont les paroles sont d'Albert Michaut et la musique du compositeur André Saint-Just, tous deux membres du Cornet.
Elle organise aussi des expositions d'œuvres d'art créées par ses membres.
Dans les années 1920 - 1930 ; la société publie sous le nom "Les Bibliophiles du Cornet" de beaux ouvrages illustrés par l'estampe. 
Le Cornet, sa revue mensuelle, paraît durant au moins une trentaine d'années, à partir de novembre 1905, jusqu'en avril 1936.
En 1924, le Cornet organise ses dîners au restaurant Coquet 80 boulevard de Clichy, où se réunit aussi à l'époque la société du Caveau.
Les activités ne sont pas interrompues par les deux guerres mondiales et se poursuivent encore dans les années 1960[réf. nécessaire].
Maurice Neumont illustre 56 menus du Cornet entre le 4 juillet 1904 et le 8 novembre 1929. 

## Membres célèbres
Au nombre des membres du Cornet on trouve Francisque Poulbot, Charles Léandre, Maurice Lalau, Pierre Trimouillat, Xavier Privas, André Warnod, Adolphe Willette, Léon Huber, Dominique Bonnaud, Numa Blès, Lucien Boyer, Jules Grün, Forain, Raoul Ponchon, Misti, Fernand-Louis Gottlob, Marcel Bloch, Paul Delmet, ou le banquier Henri Nouvion...
L'artiste-peintre Lucien de Maleville a présidé le dîner mensuel d'avril 1939.

### Sources
- 148 numéros de la revue mensuelle Le Cornet, à partir du numéro 2, décembre 1905, jusqu'au numéro 9, 28e année, juin 1934, consultables sur le site Gallica.
- Liste des membres du Cornet en juillet 1906, mai 1912, 1929 et 1943-1944 sur le site Parisian Art Discovery.
- Défilé d'images dont celles de cinq menus du Cornet : les 168e, 421e, 434e, 442e et celui du 6 juin 1942
- Annuaire de la société artistique et littéraire Le Cornet, 1896-1934 : il contient un bref historique, l'hymne du Cornet, les statuts et la liste des membres ainsi que celle de la présidence des dîners, avec les dates et les lieux.
- Brigitte Level, À travers deux siècles, le Caveau, société bachique et chantante, 1726-1939, Presses de l'Université de Paris-Sorbonne, Paris 1988.